# Ovejas
Ovejas – miasto w Kolumbii, w departamencie Sucre.